# Taça dos Campeões Europeus de Hóquei em Patins de 1965-1966
A Taça dos Campeões Europeus de Hóquei em Patins de 1966 foi a 1ª edição da Taça dos Campeões. A primeira edição reuniu os campeões de Espanha, França, Alemanha e Itália.

## Equipas participantes
| País               | Clube                           |
| ------------------ | ------------------------------- |
| Alemanha Ocidental | Spielvereinigung Herten 07      |
| Espanha            | Club Patí Voltregà              |
| França             | Roller skating de Gujan-Mestras |
| Itália             | Hockey Club Monza               |

## Jogos

### Esquema
|  | Meias-finais | Meias-finais  | Meias-finais | Meias-finais |   |  | Final    | Final | Final | Final |
|  |              |               |              |              |   |  |          |       |       |       |
|  | 1            | Herten        | 3            | 0            |   |  |          |       |       |       |
|  | 4            | HC Monza      | 6            | 5            |   |  |          |       |       |       |
|  |              |               |              |              |   |  | HC Monza | 2     | 1     |       |
|  |              |               | CP Voltregà  | 6            | 3 |  |          |       |       |       |
|  | 2            | CP Voltregà   | 13           | 9            |   |  |          |       |       |       |
|  | 3            | Gujan-Mestras | 2            | 1            |   |  |          |       |       |       |

### Meias-Finais
| Equipa 1    | Total | Equipa 2      | 1.ª Mão | 2.ª Mão |
| ----------- | ----- | ------------- | ------- | ------- |
| Herten      | 3-11  | HC Monza      | 3-6     | 0-5     |
| CP Voltregà | 22-3  | Gujan-Mestras | 13-2    | 9-1     |

### Final
| Equipa 1 | Total | Equipa 2    | 1.ª Mão | 2.ª Mão |
| -------- | ----- | ----------- | ------- | ------- |
| HC Monza | 3-9   | CP Voltregà | 2-6     | 1-3     |

| Campeão Europeu 1966     |
| ------------------------ |
|                          |
| CP Voltregà (1.º título) |

### Internacional
- Ligações para todos os sítios de hóquei
- Mundook- Sítio com notícias de todo o mundo do hóquei
- Hoqueipatins.com - Sítio com todos os resultados de Hóquei em Patins